# Darigma (Kongoussi)
Pour les articles homonymes, voir Darigma.
Darigma est une localité située dans le département du Kongoussi de la province du Bam dans la région Centre-Nord au Burkina Faso. 

## Démographie
Lors du recensement de 2006, la population du village est de 760 habitants.

## Santé et éducation
Darigma possède une école primaire publique.